# Enterohepatiska kretsloppet
Enterohepatiska kretsloppet, tarm-leverkretsloppet, är ett kretslopp mellan tarmen (grekiska entero-) och levern (grekiska hepar), särskilt för ämnen som gallsyror.
Merparten (80–94 procent) av dessa syror återabsorberas i tunntarmen (latin intestinum tenue) och förs via portvenen (latin vena portae) tillbaka till levern där det sedan på nytt kan utsöndras i gallan.